# 広末保
廣末 保（ひろすえ たもつ、1919年12月18日 - 1993年10月26日）は、日本の近世文学研究者、演劇評論家。法政大学教授。

## 来歴
高知市出身。旧制高知高等学校を経て、1941年東京帝国大学文学部国文学科卒。
戦後、日本文学協会で活動し、1955年の最初の著書『元禄文学研究』で注目された。
1948年-1990年法政大学に教職として在籍し、1976年に文学部教授を務めた。主に松尾芭蕉、近松門左衛門、井原西鶴、弘瀬金蔵（絵金）、鶴屋南北などを研究した。
柳田國男、折口信夫の民俗学的方法に学び、「悪場所」と呼ばれた芝居と遊廓を、民衆のエネルギーの源泉として近世文化を捉えなおした『悪場所の発想』は、その後の近世論に大きな影響を与えた。
『江戸の想像力』（1986）を著した田中優子は弟子に当たる。1980年代後半に始まる「江戸ブーム」に対して、廣末は批判的だった。抑圧のなかから生まれた民衆のエネルギーという発想が、庶民も幸せだったというイメージにすりかえられてしまったからである。

## 著書
- 『元禄文学研究』東京大学出版会, 1955
- 『近松序説 近世悲劇の研究』未來社, 1957
- 『前近代の可能性 近世文学試論』未來社, 1960
- 『芭蕉』福村書店 (国語と文学の教室)　1962
- 『芭蕉と西鶴』未來社 1963
- 『もう一つの日本美 前近代の悪と死』美術出版社 1965
- 『芭蕉 その旅と俳諧』日本放送出版協会 (NHKブックス) 1967 のち平凡社ライブラリー
- 『悪場所の発想 伝承の創造的回復』三省堂, 1970
- 『ぬけ穴の首 西鶴の諸国ばなし』平凡社 1972 のち「広末保が語る「西鶴物語」」と改題
- 『辺界の悪所』平凡社 1973
- 『遊行・悪場所』未來社 1975
- 『元禄期の文学と俗』未來社 1979
- 『西鶴の小説 時空意識の転換をめぐって』平凡社選書, 1982
- 『心中天の網島 (古典を読む)』岩波書店 1983 のち同時代ライブラリー
- 『四谷怪談 悪意と笑い』岩波新書 1984
- 『可能性としての芭蕉 完結拒否の発想』御茶の水書房, 1988
- 『新編悪場所の発想』筑摩叢書 1988 （「悪場所の発想」「遊行・悪場所」から編集）のち、ちくま学芸文庫
- 『漂泊の物語』平凡社 1988
- 『広末保著作集』全12巻 影書房 1996－2001

### 共著・編著
- 『日本文学の古典』西郷信綱,永積安明共著 岩波新書, 1954
- 『日本詞華集』西郷信綱,安東次男共編 未來社, 1958
- 『絵金 幕末土佐の芝居絵』藤村欣市朗共編 未來社, 1968
- 『絵金の白描』藤村欣市朗共編 未來社, 1971
- 『歌舞伎事典』服部幸雄・富田鉄之助共編 平凡社、1983
- 『桜姫東文章』(歌舞伎オン・ステージ) 白水社, 1990

## 論文
- Cinii